# باب داونز
باب داونز (انگلیسی: Bob Downs؛ زادهٔ ۲۴ ژوئیهٔ ۱۹۵۵) دوچرخه‌سوار اهل بریتانیا است.
وی در مسابقات کشوری و بین‌المللی در مجموع برندهٔ ۱ مدال طلا شده‌است.